# 南阿伯丁 (英國國會選區)
南阿伯丁（英語：Aberdeen South），英國國會一自治市選區，位於蘇格蘭阿伯丁市南部。選區創設於1885年。
本選區當區議員1918年前屬自由黨，此後至1966年外皆屬統一黨，此後由工黨和保守黨人士輪流佔據。2010年大選中工黨的安妮·貝格以36.5%選票連任成功。2015年、2017年及2019年起由蘇格蘭民族黨和保守黨人輪流佔據。